# Likulia Bolongo
Norbert Likulia Bolongo (nascido em 8 de julho de 1939, Basoko, província de Orientale, Congo Belga) é um político da República Democrática do Congo, doutor em direito e general do exército. Atuou como o último primeiro-ministro do Zaire de 9 de abril de 1997 a 16 de maio de 1997, antes de sua deposição após a Primeira Guerra do Congo. 